# Gäddtjärnarna (Sorsele socken, Lappland, 726869-153857)
Gäddtjärnarna är en sjö i Sorsele kommun i Lappland och ingår i Umeälvens huvudavrinningsområde. Sjön har en area på 0,0834 kvadratkilometer och ligger 588,6 meter över havet.
Gäddtjärnarna ligger i Vindelfjällen Natura 2000-område. Sjön avvattnas av vattendraget Arvträskbäcken.

## Delavrinningsområde
Gäddtjärnarna ingår i det delavrinningsområde (726662-153882) som SMHI kallar för Ovan 726348-154016. Medelhöjden är 586 meter över havet och ytan är 13,98 kvadratkilometer. Det finns inga avrinningsområden uppströms utan avrinningsområdet är högsta punkten. Arvträskbäcken som avvattnar avrinningsområdet har biflödesordning 3, vilket innebär att vattnet flödar genom totalt 3 vattendrag innan det når havet efter 317 kilometer. Avrinningsområdet består mestadels av skog (80 procent) och sankmarker (18 procent). Avrinningsområdet har 0,21 kvadratkilometer vattenytor vilket ger det en sjöprocent på 1,5 procent.